# Ołesia Żurakiwśka
Ołesia Wiktoriwna Żurakiwśka (ukr. Олеся Вікторівна Жураківська; ur. 13 sierpnia 1973 w Kijowie) – ukraińska aktorka teatralna i filmowa. Od 2000 pracuje w Kijowskim Akademickim Teatrze Dramatu i Komedii na lewym brzegu Dniepru, a od 2023 jest jego dyrektorką artystyczną.

## Życiorys
Od dzieciństwa wykazywała zainteresowanie aktorstwem, organizując w domu przedstawienia i cyrkowe etiudy. Początkowo zajmowała się gimnastyką, a jej pierwszym wykształceniem była technologia produkcji odzieży. Jej matka pracowała w fabryce odzieżowej.
Studia aktorskie rozpoczęła w Moskwie, w Rosyjskim Uniwersytecie Sztuki Teatralnej (GITIS), gdzie poszła na kierunek aktorstwa teatralnego i filmowego. Do teatru nie dążyła od zawsze – decyzję o podjęciu nauki na GITIS-ie podjęła pod wpływem namowy przyjaciółki. Podczas egzaminu wstępnego zaśpiewała ukraińską pieśń ludową, czym zdobyła sympatię komisji rekrutacyjnej. Po ukończeniu uczelni w 1996 przez dwa lata grała w Moskiewskim Teatrze Dramatycznym im. Jermołowej.
Od 2000 jest aktorką w Kijowskim Akademickim Teatrze Dramatu i Komedii na lewym brzegu Dniepru, gdzie występuje do dziś. W teatrze gra głównie role silnych kobiet, takich jak Gospodyni w Romeo i Julii, Józefina w Korsykańcu czy Helena Andrijiwna w 26 pokojach.
W 1999 rozpoczęła karierę filmową, grając głównie role drugoplanowe. W 2014 występowała w serialu Kozacka miłość, a w latach 2019-2021 grała w serialu Zniewolona, oba emitowane w Polsce przez Telewizję Polską.
W latach 2012–2015 była prowadzącą programu Зважені та щасливі na kanale STB (sezony 2–5).
Od 2023 jest dyrektorką artystyczną Kijowskiego Akademickiego Teatru Dramatu i Komedii na lewym brzegu Dniepru.

## Nagrody i wyróżnienia
W 2016 przyznano jej tytuł honorowy „Zasłużona Artystka Ukrainy”. W 2021 została odznaczona Orderem Księżnej Olgi III stopnia oraz Kijowską Nagrodą Artystyczną, a w 2024 otrzymała tytuł Ludowej Artystki Ukrainy.
Jest laureatką telewizyjnej nagrody „Teletriumf” za rolę w serialu Droga do pustki (2014). Czterokrotnie nominowana do Teatralnej Nagrody „Kijowska Pektoral” (2006, 2009, 2013, 2019). W 2018 zagrała rolę dziewczyny z wiadrem w filmie Siergieja Łoznicy Donbas, za którą została nominowana do nagród Kinokoło (2018) oraz Złota Dziga (2019).
W 2023 otrzymała nominację do Narodowa Nagroda im. Tarasa Szewczenki w kategorii „Kino” za rolę w serialu Мама (2021-2022). W 2023 została odznaczona Medal „Za godność i patriotyzm”.